# Haarlemmerstraat 65-67 (Amsterdam)
Haarlemmerstraat 65-67, Binnen Wieringerstraat 2 te Amsterdam is een gebouw aan de Haarlemmerstraat te Amsterdam-Centrum.
De Haarlemmerstraat is een eeuwenoude straat net ten noorden van de grachtengordel. De originele gebouwen zijn in de loop der eeuwen grotendeels vervangen door nieuwbouw, dan wel nieuwbouw op nieuwbouw.
In het hoekpand was gevestigd Magazijn Willem III, een handel in textiel in de ruimste zin des woords (van kleding tot vitrage) van winkelier Th. Berger. In 1869 had er al aan Haarlemmerstraat 65 een verbouwing plaatsgevonden. Op 25 september 1880 werd er een grote verbouwing aanbesteed door architect IJme Gerardus Bijvoets. In 1880/1881 werd het winkelpand groots verbouwd, zodat op 16 april 1881 een heropening kon plaatsvinden. De zaak was populair want in 1890 waarschuwde ze nog voor oplichters. Genoemd magazijn ging in 1935 failliet, maar Berger was toen al niet meer de bedrijfsvoerder.
In het bedrijfsgedeelte was later een deftige kapperszaak gevestigd (Salon Coiffures de Paris); het zijn dan de jaren vijftig; bovenetage waren in gebruik bij Al No Tex (Confectie). Vanaf de jaren zestig was er Hotel Arrivé (later Quentin Arrive Hotel) gevestigd (de gevelreclame werd in 1961 geplaatst).
De verbouwing van 1880-1881 werd uitgevoerd in de stijl neo-Lodewijk XVI-stijl waarbij Haarlemmerstraat 65 en 67 werden samengevoegd. Deze wordt gekenmerkt door symmetrie, dat dan alleen geldt voor de gevel aan de Haarlemmerstraat. Aan de zijde van de Binnen Wieringerstraat werd dat niet toegepast, vermoedelijk in verband met de glasbelasting (glasbelasting werd berekend voor het vensteroppervlak). Na die verbouwing hebben er nog een tiental verbouwingen plaatsgevonden. Het gebouw bestaat uit vier bouwlagen met zolderetage achter een dakkapel. Ook in 2022 is Willem III nog in de gevel leesbaar. De begane grond is dan in gebruik bij een restaurant.
Sinds 23 november 2004 is het gebouw een gemeentelijk monument.
Haarlemmerstraat 65 te Leiden is eveneens een gemeentelijk monument.